# Federico Castelluccio

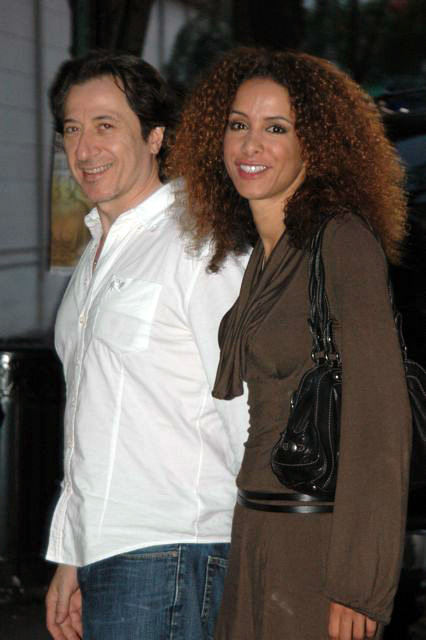
Federico Castelluccio (links)

Federico Castelluccio (Napels, 29 april 1964) is een Italiaans/Amerikaans acteur, filmregisseur, filmproducent, scenarioschrijver en kunstschilder.

## Biografie
Castelluccio werd geboren in Napels en emigreerde in 1968 met zijn gezin naar Paterson (New Jersey). In 1982 ging hij met een beurs studeren aan de School of Visual Arts in New York waar hij een bachelor of fine arts verdiende in schilderkunst en mediakunst.
Castelluccio heeft diverse schilderwerken gemaakt die in Amerika en Europa in prestigieuze galerieën tentoongesteld zijn.

## Filmografie

### Films
Uitgezonderd korte films.
- 2024 Cabrini - als senator Bodio
- 2021 The Families Feud - als Rider of the Valkyries
- 2021 The War of the Worlds 2021 - als New Yorker
- 2020 5th Borough - als agent Miguel Alvarez
- 2019 Exit 0 - als rechercheur Mueller
- 2018 Midday Demons - als Nicola
- 2018 Sarah Q - als Barry Homburg
- 2016 Toy Gun - als Sante Casoria
- 2016 Leaves of the Tree - als dr. Ferramonti
- 2016 The Brooklyn Banker - als Zucci
- 2016 Outcall - als Jerry
- 2015 Dutch Book - als Mel
- 2013 Contora - als Nicola
- 2013 Aftermath – als Darrell
- 2012 Delevering the Goods – als Enzo
- 2012 Brutal – als Kastriot Morina
- 2012 The Trouble with Cali – als uitsmijter
- 2011 The Orphan Killer – als Dr. Morris
- 2011 The Decoy Bride – als Marco Ballani
- 2009 The Pink Panther Deux – als Italiaanse gids
- 2008 Capers – als R. Fadagucci
- 2008 Lucky Days – als Vincent
- 2006 El cantante – als Jerry Masucci
- 2006 Dragon Dynasty – als Marco
- 2006 A Guide to Recognizing Your Saints – als vader van Antonio
- 2001 Made – als portier
- 2001 18 Shades of Dust – als uitsmijter

### Televisieseries
Uitgezonderd eenmalige gastrollen.
- 2000-2002 The Sopranos – als Furio Giunta – 28 afl.
- 1991-1996 Another World – als Maltese beveiliger – 4 afl.

### Filmregisseur
- 2021 The Stakeout - korte film
- 2016 The Brooklyn Banker - film
- 2016 Outcall - film
- 2013 Checkmate, Keep Your Enemies Closer – korte film
- 2011 Keep Your Enemies Closer – korte film
- 2010 Lily of the Feast – korte film
- 2010 Forget Me Not – korte film
- 2007 Tracks of Color – korte film

### Filmproducent
- 2013 Checkmate, Keep Your Enemies Closer – korte film
- 2011 Keep Your Enemies Closer – korte film
- 2010 Lily of the Feast – korte film
- 2010 Forget Me Not – korte film
- 2008 The Bronx Balletomane – korte film
- 2007 Tracks of Color – korte film
- 2007 The Obscure Brother – korte film

### Scenarioschrijver
- 2013 Checkmate, Keep Your Enemies Closer – korte film
- 2011 Keep Your Enemies Closer – korte film
- 2010 Forget Me Not – korte film
- 2007 Tracks of Color – korte film

- Gemeinsame Normdatei: 135608724
- International Standard Name Identifier: 0000 0001 1446 1287
- Library of Congress Control Number: no2004089469
- Nationale Bibliotheek van Israël: 987009886328005171
- Virtual International Authority File: 63726669
- WorldCat: E39PBJmdrX738qtHkqdtK9WhpP